# Менцина-Кжеш, Юзеф
Юзеф Феликс Менцина-Кжеш (пол. Józef Feliks Męcina-Krzesz, 2 января 1860, Краков — 2 декабря 1934, Познань) — польский художник-портретист.

## Биография
В 1877—1884 годах обучался в Краковской школе изящных искусств у В. Лужкевич, Ф. Цинка, Ф. Шиналевского и Я. Матейко. В 1885 году, получив стипендию, для продолжения образования отправился в Париж, где поступил в школу Жана-Поля Лорана, завязав дружеские отношения со многими французскими живописцами.
Неоднократно в 1888—1892 г. выставлял свои полотна на парижских Салонах, a в 1889 г. получил похвальный отзыв за выполненный им портрет писателя Эдмунда Хойецкого.
В этот период Ю. Менцина-Кжеш сотрудничал в качестве иллюстратора с французскими журналами «L’Illustration» и «Le Figaro Illustre». Много путешествовал по Европе, посетив Италию, Германию и Англию. В 1894 году он вернулся на родину и поселился в Кракове.
Во время первой мировой войны с 1914 по 1916 г. жил в Праге, а с 1921 года поселился в Познани.
Ю. Менцина-Кжеш был членом совета директоров генеральный Ассоциация польских художников и Международного союза изящных искусств и литературы в Париже.

## Творчество
Юзеф Менцина-Кжеш — известный художник-портретист, автор ряда исторических картин и жанровых полотен.
В ранний период творчества находился под влиянием Яна Матейко. Позже писал кроме исторических, сцены на религиозные мотивы (цикл «Молитва Господня»), а также многочисленные портреты. Участник многих выставкок в стране и за рубежом (Париж, Санкт-Петербург, Киев, Будапешт, Берлин).

## Награды
В 1931 году был награждён французским орденом Почётного легиона, а в следующем — польским золотым Крестом Заслуги.

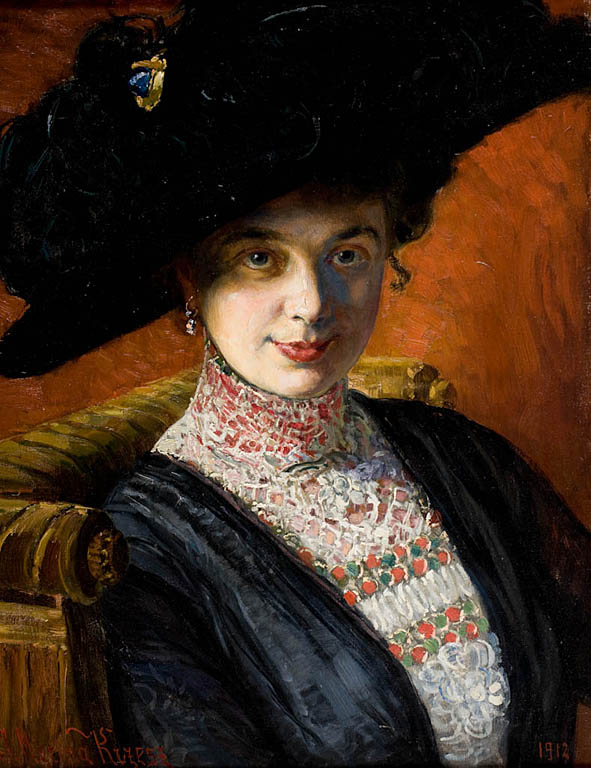
Portrait of Mrs J. 1912 г.
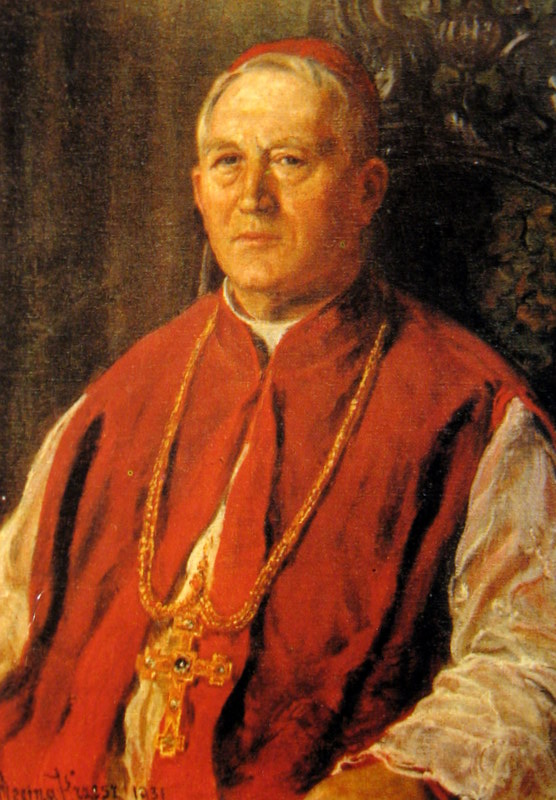
Портрет епископа А. Лейбовица. 1931
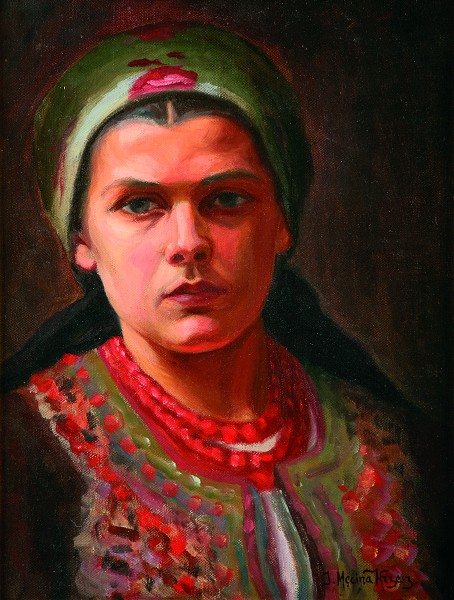
Брюнетка. 1920-е годы
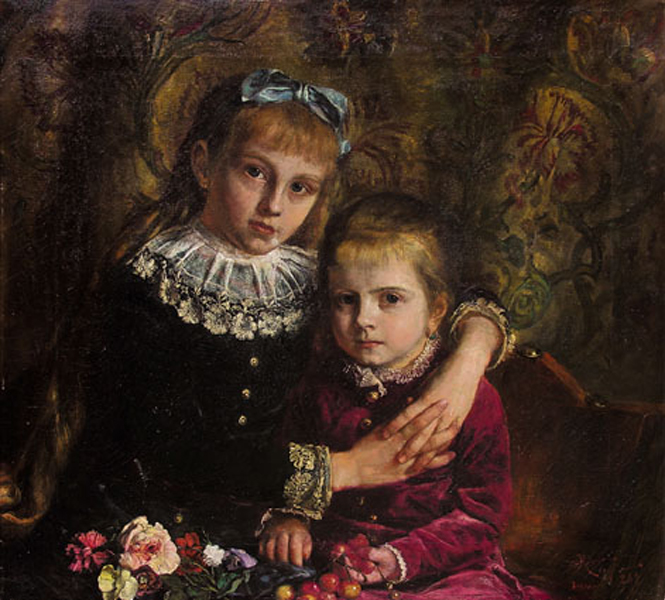
Детский портрет. 1884